# Macrobaenidae
De Macrobaenidae zijn een familie van uitgestorven schildpadden, bekend van het Vroeg-Krijt tot het Paleogeen van Laurasia. Hun verwantschappen met andere schildpadden en of ze al dan niet een monoflyletische groep vormen, zijn controversieel. Aanvankelijk werden ze geïnterpreteerd als Cryptodira van de stam- of kroongroep, maar uit recentere analyses is gebleken dat ze buiten de kroongroep Testudines liggen. Macrobaeniden kunnen worden onderscheiden van andere Testudines door de aanwezigheid van een halsslagaderlijke fenestra, kruisvormige plastron met riemachtige epiplastra en een gebrek aan extragularis.
De klade werd in 2014 door Rabi e.a. gedefinieerd als de groep bestaande uit Macrobaena mongolica en alle soorten nauwer verwant aan Macrobaena dan aan Xinjiangchelys junggarensis, Sinemys lens of enige soort huidige schildpad.

## Geslachten
- Anatolemys Khodzhakul-formatie, Oezbekistan, Cenomanien, Bissekty-formatie, Oezbekistan, Turonien, Bostobe-formatie, Kazachstan, Santonien Yalovach-formatie, Tadzjikistan, Santonien
- Asiachelys Khulsangol-formatie, Mongolië, Albien
- Aurorachelys Kanguk-formatie, Canada, Turonien
- Changmachelys Xiagou-formatie, China, Aptien
- Judithemys Laat Krijt-Paleogeen, Noord-Amerika
- Kirgizemys Murtoi-formatie, Khilok-formatie, Ilek-formatie, Rusland, Barremien-Aptien, Alamyshik-formatie, Kirgizië, Albien, Geoncheonri-formatie, Zuid-Korea, Albien Khodzhakul-formatie, Oezbekistan, Cenomanien
- Gallica Bekken van Parijs, Frankrijk, Paleoceen
- Macrobaena Naran Bulak-formatie, Mongolië, Paleoceen
- Osteopygis Laat Krijt-Paleoceen, Noord-Amerika
- Oxemys Khodzhakul-formatie, Oezbekistan, Cenomanien
- Yakemys Phu Kradung-formatie, Thailand, Berriasien

Hongkongochelys uit het Midden-Laat-Jura van China is soms toegeschreven aan de familie, maar is andere keren toegeschreven aan Sinemydidae, een groep die een onopgeloste verwantschap heeft met de Macrobaenidae.